# Varanus samarensis
Espèce
Synonymes
- Varanus cumingi samarensis Koch, Gaulke & Böhme, 2010

Varanus samarensis est une espèce de sauriens de la famille des Varanidae.

## Répartition
Cette espèce est endémique des Philippines. Elle se rencontre dans les îles de Samar, de Leyte et de Bohol.

## Étymologie
Son nom d'espèce, composé de samar et du suffixe latin -ensis, « qui vit dans, qui habite », lui a été donné en référence au lieu de sa découverte, l'île de Samar.

## Publication originale
- Koch, Gaulke & Böhme, 2010 : Unravelling the underestimated diversity of Philippine water monitor lizards (Squamata: Varanus salvator complex), with the description of two new species and a new subspecies. Zootaxa, no 2446, p. 1–54.